# Japón en los Juegos Olímpicos de Los Ángeles 1984
Japón estuvo representado en los Juegos Olímpicos de Los Ángeles 1984 por un total de 226 deportistas que compitieron en 22 deportes.  
El portador de la bandera en la ceremonia de apertura fue el atleta Shigenobu Murofushi.

## Medallistas
El equipo olímpico japonés obtuvo las siguientes medallas:
| Nombre                                                                                       | Deporte               | Competición                    |
| -------------------------------------------------------------------------------------------- | --------------------- | ------------------------------ |
| Oro                                                                                          |                       |                                |
| Koji Gushiken                                                                                | Gimnasia artística    | Concurso completo ind. M       |
| Koji Gushiken                                                                                | Gimnasia artística    | Anillas M                      |
| Shinji Morisue                                                                               | Gimnasia artística    | Barra fija M                   |
| Shinji Hosokawa                                                                              | Judo                  | –60 kg M                       |
| Yoshiyuki Matsuoka                                                                           | Judo                  | –65 kg M                       |
| Hitoshi Saito                                                                                | Judo                  | +95 kg M                       |
| Yasuhiro Yamashita                                                                           | Judo                  | Clase abierta M                |
| Atsuji Miyahara                                                                              | Lucha grecorromana    | 52 kg M                        |
| Hideaki Tomiyama                                                                             | Lucha libre           | 57 kg M                        |
| Takeo Kamachi                                                                                | Tiro                  | Pistola rápida de fuego 25 m M |
| Plata                                                                                        |                       |                                |
| Koji Gushiken                                                                                | Gimnasia artística    | Salto de potro M               |
| Shinji Morisue                                                                               | Gimnasia artística    | Salto de potro M               |
| Noboyuki Kajitani                                                                            | Gimnasia artística    | Paralelas M                    |
| Masaki Eto                                                                                   | Lucha grecorromana    | 57 kg M                        |
| Takashi Irie                                                                                 | Lucha libre           | 48 kg M                        |
| Kosei Akaishi                                                                                | Lucha libre           | 62 kg M                        |
| Hideyuki Nagashima                                                                           | Lucha libre           | 82 kg M                        |
| Akira Ota                                                                                    | Lucha libre           | 90 kg M                        |
| Bronce                                                                                       |                       |                                |
| Tsutomu Sakamoto                                                                             | Ciclismo en pista     | Scratch M                      |
| Koji Sotomura                                                                                | Gimnasia artística    | Suelo M                        |
| Koji Gushiken                                                                                | Gimnasia artística    | Barra fija M                   |
| Koji Gushiken Noritoshi Hirata Noboyuki Kajitani Shinji Morisue Koji Sotomura Kyoji Yamawaki | Gimnasia artística    | Concurso completo por eqs. M   |
| Kazushito Manabe                                                                             | Halterofilia          | 52 kg M                        |
| Masahiro Kotaka                                                                              | Halterofilia          | 56 kg M                        |
| Ryoji Isaoka                                                                                 | Halterofilia          | 82,5 kg M                      |
| Seiki Nose                                                                                   | Judo                  | –86 kg M                       |
| Ikuzo Saito                                                                                  | Lucha grecorromana    | 48 kg M                        |
| Yuji Takada                                                                                  | Lucha libre           | 52 kg M                        |
| Miwako Motoyoshi                                                                             | Natación sincronizada | Solo F                         |
| Miwako Motoyoshi Saeko Kimura                                                                | Natación sincronizada | Dúo F                          |
| Hiroshi Yamamoto                                                                             | Tiro con arco         | Individual M                   |
| Equipo                                                                                       | Voleibol              | Torneo F                       |